# Roger Chapelet
Pour les articles homonymes, voir Chapelet (homonymie).
Roger Chapelet, né à Versailles le 25 septembre 1903 et mort à Libourne le 1er juillet 1995, est un peintre de marine et un affichiste français.

## Biographie
D'origine périgourdine, il découvre le monde maritime en montant à bord du Rollon en 1927, où son frère est radio, dans le port de Marseille. C'est le début de sa carrière de peintre maritime. Il va alors faire toute une série de peintures dans différents ports : Le Havre, Anvers, Rotterdam. Il s'embarque pour la première fois en 1929 pour découvrir d'autres horizons, puis il embarquera à bord de voiliers pour peindre les campagnes de pêche sur les bancs de Terre-Neuve et au Groenland. Dans les années 1930, il devient l'affichiste des principaux armements maritimes français et en 1936 est nommé peintre de la Marine et est membre de l'Académie de Marine. En 1934, il réalise quatorze dioramas sur la pêche à Terre-Neuve pour l'ancienne goélette, le Santa Maria, devenu le musée flottant de la Grande Pêche. Pendant la Seconde Guerre mondiale, il sert entre 1939 et 1940 sur les convois transatlantiques, puis entre 1942 et 1945 comme commissaire de marine en Méditerranée, puis en Indochine en 1946, tout en continuant à peindre différents théâtres d'opérations et combats navals. Revenu à la vie civile après-guerre, il sera l'affichiste de plusieurs compagnies de paquebots : Compagnie de navigation mixte, Paquet, Transatlantique, Fraissinet, etc.
Avec Marin-Marie et Albert Brenet, il est considéré comme l'un des trois grands peintres de marine français du XXe siècle. Une exposition lui est consacrée au Musée national de la Marine du 8 octobre 1993 au 5 décembre 1994. 
Il est le père de l'organiste international Francis Chapelet.

## Expositions
- 1942 : Oran, participation à une exposition à la galerie Palumbo ou il invite son collègue Étienne Blandin (1903-1991)
- 1993-1994 : Paris, Musée national de la Marine du 8 octobre 1993 au 5 décembre 1994
- 2005 : la ville de Saint-Briac-sur-Mer pour son 10e festival d'art organisa au couvent de la Sagesse une exposition Dix regards de peintres de marines consacrée à Édouard Adam (1847-1929), Étienne Blandin (1903-1991), Albert Brenet (1903-2005), Roger Chapelet (1903-1995), Lucien-Victor Delpy (1898-1967), Ernest Guérin (1887-1952), Marin-Marie (1901-1987), Mathurin Méheut (1882-1958), Joseph-Honoré Pellegrin (1793-1849) et aux Roux, Joseph (1725-1789), Antoine (1765-1835) et François Joseph Frédéric Roux (1805-1870).

## Hommage
- Une rue porte son nom dans le quartier de Château-Malo à Saint-Malo[4].